# Dasyprocta mexicana
Espèce
Statut de conservation UICN

 CR A2c : 
En danger critique
Dasyprocta mexicana est une espèce de rongeurs de la famille des Dasyproctidae. C'est un mammifère terrestre vivant dans les forêts de conifères à basse altitude au Mexique, introduit par la suite à Cuba. Animal principalement diurne, il se nourrit de fruits, de graines et de jeunes plantes. Cet agouti est en danger critique de disparition à cause de la destruction de son habitat.
L'espèce a été décrite pour la première fois en 1860 par le zoologiste suisse Henri de Saussure (1829-1905).